# Gustav Flatow
Gustav Felix Flatow (7. ledna 1875, Berent, dnešní Kościerzyna v Polsku – 29. ledna 1945, koncentrační tábor Terezín) byl německý obchodník, podnikatel a sportovní gymnasta židovského původu, účastník Letních olympijských her 1896 v Athénách, na nichž získal dvě zlaté medaile za hromadná cvičení na bradlech a na hrazdě. Jeho bratrancem byl Alfred Flatow.

## Mládí a sportovní aktivity
Po dokončení základní školy Flatow vystudoval v letech 1890 – 1893 nižší odbornou obchodní školu v Berlíně. V roce 1893 přišel do gymnastického oddílu Turnverein 1850. Kromě gymnastiky se trochu věnoval i cyklistice, je možné, že na olympiádě v Athénách byl v cyklistických soutěžích rozjížděčem německých závodníků. Po úspěšné olympiádě však byla většina gymnastických účastníků v Německu vyloučena z reakční Německé gymnastické asociace, protože se zapojili do akce, která byla věnována idejím internacionalismu. Cvičenci se pak již nemohli na soutěžích organizovaných touto asociací zúčastnit.
Gustav Flatow získal obě zlaté olympijské medaile na olympiádě v Athénách jako člen německého družstva na hromadných sestavách. Při hromadném cvičení na bradlech stála proti německému družstvu dvě družstva Řeků z Athén. Družstva musela zacvičit tříminutovou sestavu, přičemž rozhodčí hodnotili celkové provedení, náročnost cviků a jejich sladění do celku. Němci bezkonkurenčně získali zlaté medaile. Obdobné cvičení na hrazdě Řekové neobsadili vůbec a Němci získali olympijský titul prakticky zadarmo. Gustav Flatow ovšem soutěžil i na všech pěti jednotlivých nářadích, ale vesměs neúspěšně, ve dochovaných výsledkových listinách jsou uváděna pouze pořadí medailistů.

## Tragický osud

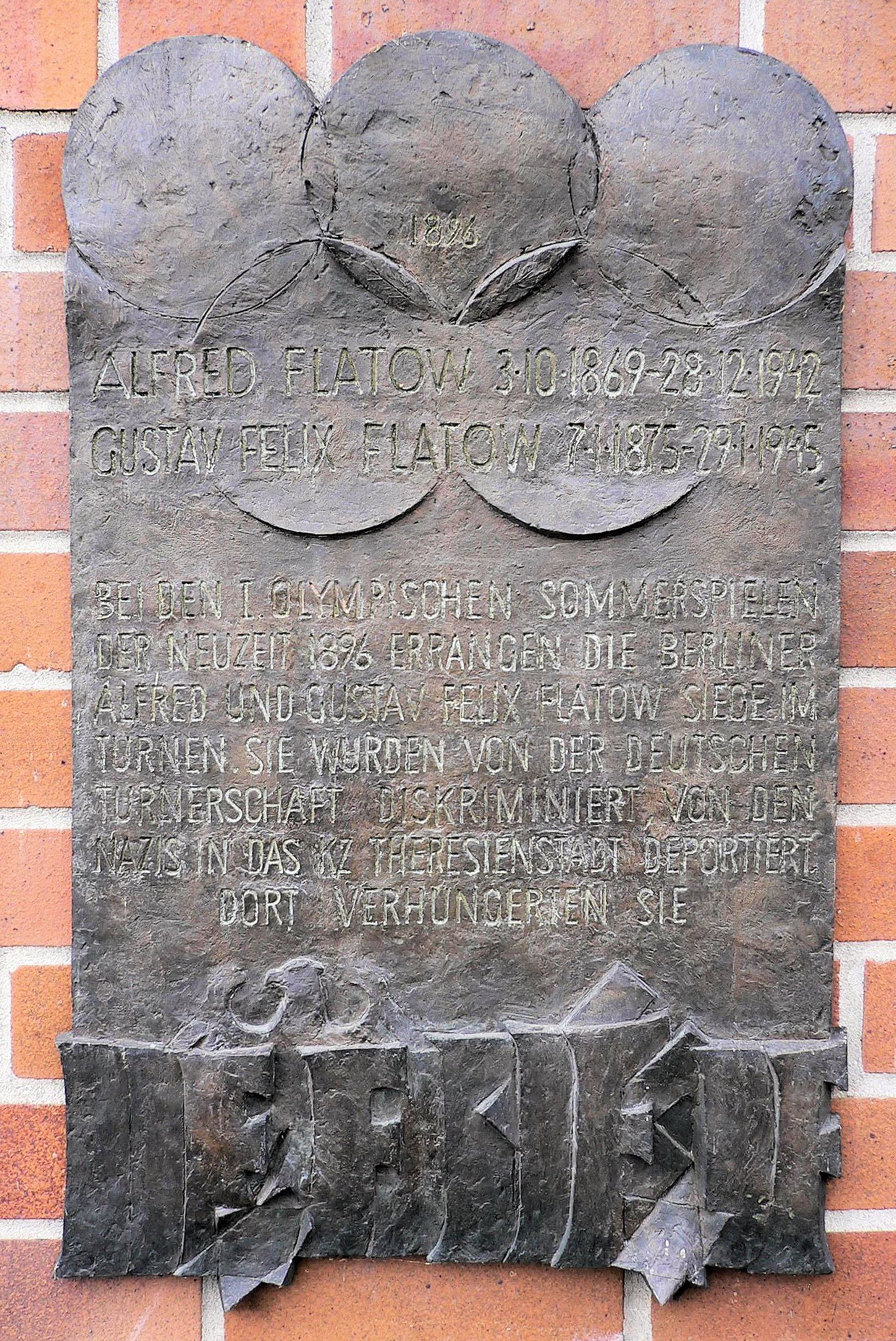
Pamětní deska bratranců Flatowových u Slezské brány v Kreuzbergu, Berlín

Flatow pracoval jako obchodník a v roce 1899 převzal vedení textilní společnosti Edmond Leon, v roce 1925 se stal také členem vedení nizozemské textilní společnosti Brandel v Rotterdamu. Krátce po jmenování Hitlera kancléřem Německa v roce 1933 Flatow odchází jako Žid do Nizozemska, kde koncem 30. let zakládá vlastní textilní společnost. Po nacistické okupaci země 1940 se po tři roky úspěšně skrývá, ale na Silvestra roku 1943 je i s manželkou a synem zatčen gestapem a v únoru 1944 deportován do koncentračního tábora v Terezíně. Již v roce 1942 zde zemřel jeho bratranec Alfred a vlastní osud se Gustavovi naplnil krátce před ukončením války, když v Terezíně ztratil za dva roky 20 kg tělesné váhy. Jeho urnu nalezli novináři v roce 1986 a pietně ji pohřbili na pohřebišti v Terezíně.
Záhadný zůstal osud Flatowovy dcery Anni (Amalie Beatrice Sary), které se podařilo při zatýkání uprchnout a ukrýt se mezi dalšími ohroženými občany v podzemí Bennekomu. Tam její stopa končí a spekuluje se, že byla zabita jako donašečka buď členy hnutí odporu nebo vlastními příbuznými. Její matka a bratr po válce marně sháněli informace o jejím osudu.
Jména Alfreda a Gustava Flatowy připomíná od roku 1997 ulice Flatowalle vedoucí k olympijskému stadiónu, jejich jména nese sportovní hala ve čtvrti Kreuzberg a v Berlíně-Köpenicku sportovní škola. Ke 100. výročí 1. olympiády vyšla v Německu série čtyř poštovních známek připomínající slavné bratrance, kteří byli v roce 1989 uvedení do Mezinárodní židovské síně slávy.